# Mills Lane
Mills B. Lane (Savannah, 12 de noviembre de 1937 – Reno, 6 de diciembre de 2022) fue un militar, boxeador profesional, árbitro, abogado que llegó a juez y actor de voz estadounidense.
En los años 1990 arbitró algunos de los combates de peso pesado más importantes de la historia y protagonizó el programa Judge Mills Lane, mientras que en los años 2000 aportó su voz en Celebrity Deathmatch. Desde 2013 es miembro del Salón Internacional de la Fama del Boxeo.

## Biografía
Criado en Georgia, provenía de una familia de banqueros: su abuelo fundó el banco más grande del estado y su tío fue el director de otra entidad. La familia nuclear se mudó a Concord, estado de Massachusetts, en su adolescencia.

### Juventud
En la escuela secundaria jugó fútbol americano como linebacker y al hockey sobre hielo como guardameta. Al graduarse se unió al Cuerpo de Marines en 1956 y fue dado de baja en 1959. Posteriormente se matriculó en la Universidad de Nevada en Reno y se recibió en 1963 con un título en negocios.
Contrajo matrimonio con Kaye y tuvieron dos hijos.

### Siglo actual
En marzo de 2002 sufrió un accidente cerebrovascular que lo dejó parcialmente paralizado y prácticamente incapaz de hablar. Se retiró entonces de la vida pública.
Su ciudad adoptiva, Reno, proclamó el 27 de diciembre de 2004 como el «Día de Mills Lane». Más tarde publicó su autobiografía, a la que tituló: Let's Get It On: Tough Talk from Boxing's Top Ref and Nevada's Most Outspoken Judge.
En mayo de 2006 hizo su primera aparición pública en años, en la inauguración de un nuevo juzgado en Reno que lleva su nombre. El Centro de Justicia Mills B. Lane alberga el Tribunal Municipal de Reno y la Oficina del Fiscal de Distrito del Condado de Washoe.
Murió por causas naturales, tenía 85 años de edad.

## Boxeador
Se convirtió en boxeador mientras se desempeñaba como infante de marina, convirtiéndose en el campeón de peso welter de All-Far East. En 1960 fue campeón welter de la National Collegiate Athletic Association (NCAA).
En las pruebas para los Juegos Olímpicos de Roma 1960, realizadas en San Francisco, fue derrotado por Phil Baldwin en las semifinales. Se convirtió en profesional mientras estaba en la universidad y finalmente obtuvo un récord de 10 victorias (seis por nocaut) y una derrota.

### Retiro
Con sus ganancias asistió a la Universidad de Utah, donde en 1970 se recibió de abogado y luego se matriculó para ejercer en Nevada. Por entonces también trabajaba como árbitro de boxeo.
En 1979 se convirtió en Jefe Adjunto de Servicios de Investigación en la Oficina del Sheriff del Condado de Washoe, fue elegido fiscal de distrito en 1982 y finalmente juez en 1990.

## Árbitro
Arbitró su primer campeonato mundial en 1971, cuando Betulio González empató con Erbito Salavarria por el título de peso mosca del CMB.

### El sonido y la furia
El 28 de junio de 1997 arbitró la trascendente Evander Holyfield vs. Mike Tyson II, por el título mundial de peso pesado y a la que llegó de último minuto; pues se suponía que Mitch Halpern arbitraría la pelea, pero Mike Tyson protestó y Lane fue asignado por la NSAC.
Después de que el retador mordiera dos veces las orejas de Evander Holyfield, Lane lo descalificó. La camisa de Lane estaba manchada de sangre por el incidente y la vendió a un coleccionista de recuerdos esa misma noche.

### Lewis vs. Akinwande
Menos de tres semanas después, arbitró a Lennox Lewis contra Henry Akinwande por título del CMB. Al igual que Holyfield vs. Tyson, terminó en descalificación cuando Akinwande usó tácticas ilegales, siendo estas un agarre excesivo e ignorando las repetidas órdenes de Lane de detenerse.
Después de arbitrar la pelea entre Thomas Hearns y Jay Snyder, el 6 de noviembre de 1998, Lane se retiró.

## Televisión
Presidió el programa judicial Judge Mills Lane, que duró tres temporadas de 1998 a 2001 y participó en Celebrity Deathmatch, programa de animación en volumen de MTV, como un personaje de plastilina árbitro y con su voz. En ambos programas Lane decía su característico eslogan: «¡Vamos a ponerlo!» (en inglés: «Let's get it on!») en todos los episodios.
Además, fue un actor de voz invitado en un episodio de Buzz Lightyear de Star Command, en el que interpretó a un juez.

### Lucha libre
Hizo dos apariciones en el mundo de la lucha libre profesional. Primero en noviembre de 1998 con WWE Raw, donde en el Titantron tomó una decisión con respecto a una disputa contractual entre Steve Austin y la familia McMahon. En la última fue el invitado especial, de World Championship Wrestling, siendo árbitro del combate entre Buff Bagwell y Roddy Piper en julio de 1999.
| No. | Result | Record | Opponent      | Type | Round, time | Date                    | Location                                         | Notes  |
| --- | ------ | ------ | ------------- | ---- | ----------- | ----------------------- | ------------------------------------------------ | ------ |
| 11  | Win    | 10–1   | Buddy Knox    | UD   | 6           | 9 de mayo de 1967       | Centennial Coliseum, Reno, Nevada                | [ 22 ] |
| 10  | Win    | 9–1    | David Camacho | UD   | 10          | 28 de febrero de 1963   | Mathisen Hall, Reno, Nevada                      | [ 23 ] |
| 9   | Win    | 8–1    | Al Walker     | UD   | 6           | 31 de enero de 1963     | Mathisen Hall, Reno, Nevada                      |        |
| 8   | Win    | 7–1    | Larry Sanchez | KO   | 2 (6), 1:04 | 12 de diciembre de 1962 | Mathisen Hall, Reno, Nevada                      |        |
| 7   | Win    | 6–1    | Artie Cox     | KO   | 3 (8), 0:43 | 7 de agosto de 1962     | Memorial Auditorium, Sacramento, California      |        |
| 6   | Win    | 5–1    | Al Carroll    | TKO  | 5 (8), 3:00 | 17 de julio de 1962     | State Building, Reno, Nevada                     |        |
| 5   | Win    | 4–1    | Dick Smith    | PTS  | 6           | 26 de junio de 1962     | Sacramento, California                           |        |
| 4   | Win    | 3–1    | Marva Hawkins | KO   | 6 (6)       | 12 de junio de 1962     | Sacramento, California                           |        |
| 3   | Win    | 2–1    | Sonny King    | TKO  | 1 (6), 2:10 | 27 de mayo de 1962      | Wagon Wheel Convention Center, Stateline, Nevada |        |
| 2   | Win    | 1–1    | Carlos Loya   | TKO  | 1 (4)       | 10 de mayo de 1962      | State Building, Reno, Nevada                     |        |
| 1   | Loss   | 0–1    | Artie Cox     | TKO  | 1 (4), 0:35 | 7 de abril de 1961      | State Building, Reno, Nevada                     |        |